# 罗伯特·埃舍
罗伯特·埃舍（英語：Robert Esche，1978年1月22日—），美国男子冰球运动员，场上位置是守门员。他曾代表美国国家队参加2006年冬季奥林匹克运动会冰球比赛，获得第8名。